# Army of Tennessee
Het Army of Tennessee was het hoofdleger van de Geconfedereerde Staten van Amerika tijdens de Amerikaanse Burgeroorlog aan het westelijke front. Het leger opereerde tussen de Mississippi en de Appalachen. Het werd opgericht in Tennessee in het najaar van 1862 en vocht tot het einde van de oorlog in 1865.

## Geschiedenis

### 1862

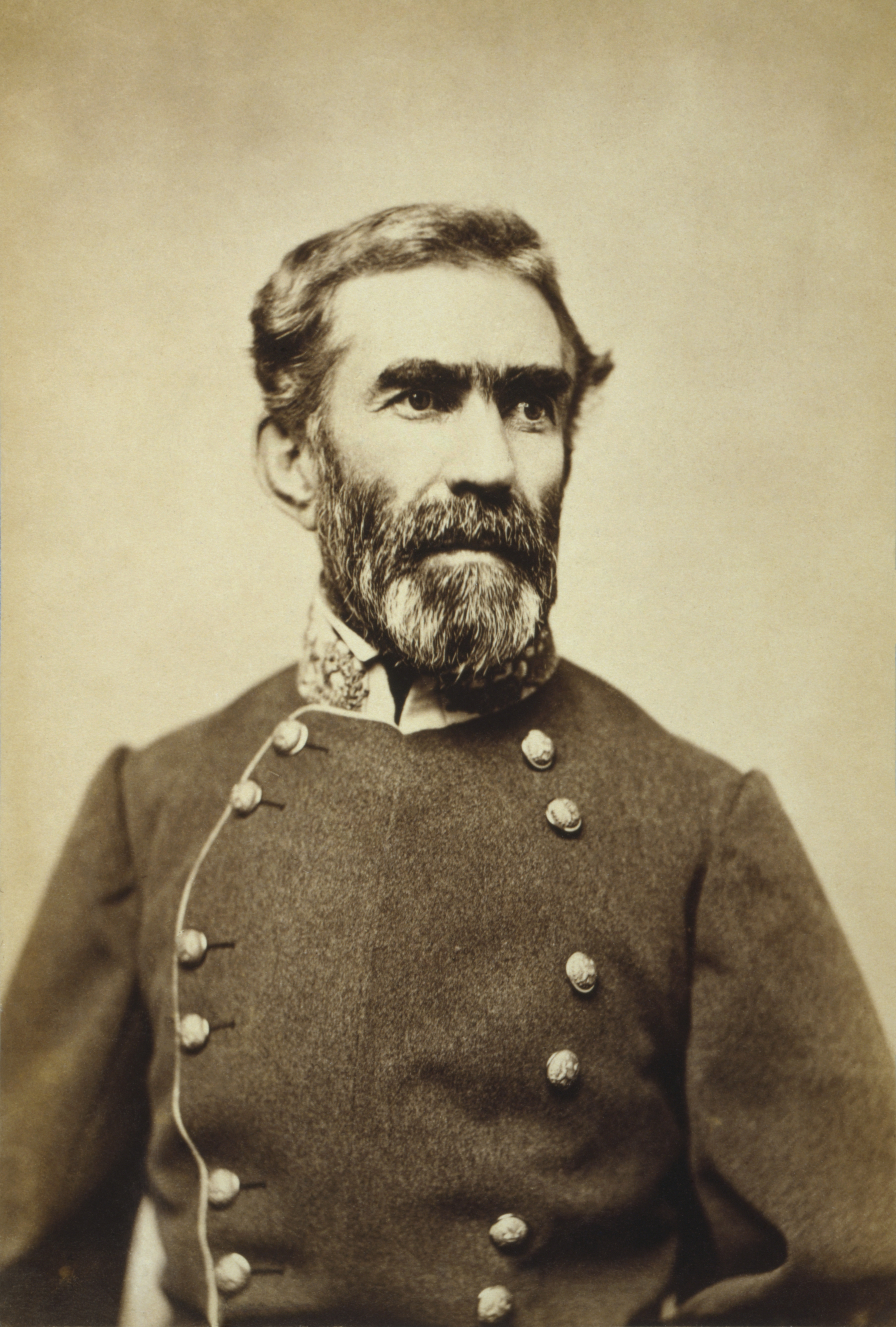
Braxton Bragg

Het Army of Tennesse werd opgericht op 20 november 1862 toen generaal Braxton Bragg het Army of Mississippi een nieuwe naam gaf en het opdeelde in twee korpsen, namelijk het First Corps en het Second Corps. Deze stonden onder leiding van respectievelijk Leonidas Polk en William J. Hardee. Het Third corps werd gevormd uit eenheden van het Department of East Tennessee en stond onder leiding van Edmund Kirby Smith. Begin december werd dit laatste korps alweer ontbonden nadat één van de twee divisies naar Mississippi gestuurd werd. De andere divisie werd toegevoegd aan het 2nd Corps. Kirby Smith kreeg taken toegewezen in oostelijke Tennessee. De cavalerie werd onder het bevel van Joseph Wheeler geplaatst.
De eerste grote slag waaraan dit leger deelnam vond plaats tegen het Army of the Cumberland tijdens de Slag bij Stones River op 31 december 1862. De Zuidelijken openden de aanval om zes uur in de ochtend op de Noordelijke rechterflank. De Noordelijken werden terug gedrongen naar hun bevoorradingsroute uit Nashville. De Zuidelijken slaagden er echter niet in om deze weg in te nemen. Bragg dacht dat de Noordelijke bevelhebber William S. Rosecrans zich tijdens de nacht zou terugtrekken. Doch de Noordelijken bleven waar ze waren. Op 1 januari 1863 vonden er geen gevechten plaats. De volgende dag stuurde Bragg één divisie op pad om een heuvelrug ten oosten van Stones River in te nemen. Door zwaar artillerievuur werd deze aanval afgeslagen. Bragg trok zich tijdens de nacht terug en hield halt bij Duck River.

### 1863

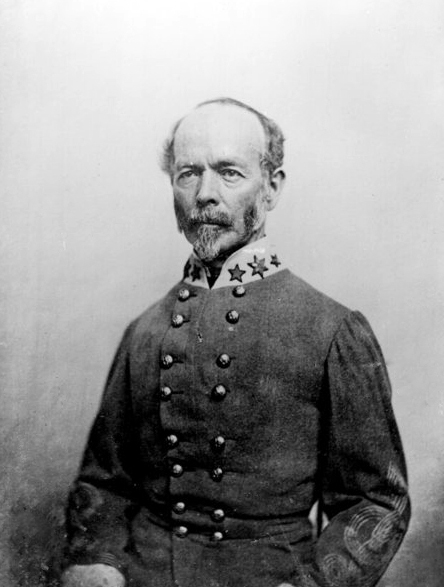
Joseph E.Johnston

Na de slag bij Stones River brak er onenigheid uit tussen Bragg en zijn ondergeschikten. Ze wezen met beschuldigende vinger naar hun bevelhebber voor de nederlaag en zegden hun vertrouwen in Bragg op. Toen dit de Zuidelijke president Jefferson Davis hiervan hoorde, stuurde hij Joseph Johnston om het leger te inspecteren en indien nodig het bevel over te nemen. Johnston weigerde echter Bragg te vervangen.
In de zomer van 1863 ging Rosecrans over tot een offensief die zou bekend worden als de Tullahomaveldtocht, vernoemd naar de locatie van het Zuidelijke hoofdkwartier. Door de lage waterstand van de rivier en een tekort aan voorraden zag Bragg zich genoodzaakt om zich terug te trekken naar zijn depot in Chattanooga, Tennessee. Daar richtte hij zijn nieuw hoofdkwartier op. Toen de Noordelijken hun opmars staakten, nam Bragg de tijd om verschillende aanpassingen door te voeren in zijn leger. Hardee werd in juli naar Mississippi gestuurd en vervangen door D.H. Hill. Bragg reorganiseerde zijn Departement in de Departement of Tennessee die Alabama te noorden van de Tennesseerivier en Georgia ten noorden van Altanta omvatte. Het Departement of East Tennessee (onder leiding van Simon Buckner werd opgenomen in Braggs departement. Buckners eenheden werden het Third corps. De cavalerie werd gereorganiseerd in twee korpsen onder leiding van Wheeler en Forrest. Een cavaleriereserve van twee divisies werd onder leiding van W.H.T. Walker geplaatst. De Zuidelijke regering stemde erin toe om het First Corps, Army of Northern Virginia onder leiding van James Longstreet naar Bragg te sturen. Door het verlies van Knoxville Tennessee moest Longstreet zijn korps via het spoor door North en South Carolina en via Atlanta naar het noorden van Georgia verplaatsen. Deze operatie begon op 9 september.
Eind augustus lanceerde Rosecrans zijn Chickamaugaveldtocht waarbij hij scheen op te rukken naar Chattanooga en stroomopwaarts langs de Tennesseerivier. Hierdoor raakte Bragg ervan overtuigd dat Rosecrans ten noorden van de stad de rivier zou oversteken. Ondertussen was de Noordelijke hoofdmacht al ten zuiden van de stad de rivier over te steken. Bragg moest zich terugtrekken in noordelijk Georgia en op 8 september 1863 het spoorwegknooppunt van Chattanooga evacueren.
Verschillende dagen na elkaar probeerde Bragg geïsoleerde Noordelijke eenheden aan te vallen, maar iedere poging mislukte. Tegen de avond van 18 september trok Bragg zijn leger samen bij Chickamauga Creek. Hij dacht dat enkel een deel van het Noordelijke leger aanwezig was. Hij had er niet op gerekend dat Rosecrans sneller dan verwacht zijn leger had samengetrokken. 
Op 19 september stuurden beide legers in de loop van de dag versterkingen naar de gevechten bij Chickamauga. Tijdens de nacht van 19 op 20 september arriveerde Longstreet . Bragg verdeelde het leger in twee vleugels met de korpsen van Hill en Walker, versterkt met een divisie van Polk op de rechtervleugel. Op de linkervleugel stond de andere divisie van het korps van Polk samen met het korps van Buckner en Longstreet. John B. Hood kreeg het bevel over het korps van Longstreet, terwijl Longstreet zelf het bevel over de linkervleugel voor zijn rekening nam. Polk kreeg het bevel om bij dageraad de aanval in te zetten onmiddellijk gevolgd door Longstreet. Maar Polk zette zijn aanval slechts in de late voormiddag in. De aanval kon de Noordelijken niet uit hun stellingen verdrijven, maar Longstreet vond een gat in de vijandelijke linie en viel deze aan. Hierdoor sloeg de Noordelijke rechterflank op de vlucht. Een deel van het Noordelijke leger kon zich hergroeperen bij Horseshoe Ridge en sloeg verschillende Zuidelijke aanvallen af voor de nacht inviel. Daarna trokken ze zich terug met de rest van het Noordelijke leger naar Chattanooga.
Na Chickamauga belegerde het Army of Tennessee de Noordelijken in Chattanooga. Ze namen defensieve stellingen in op de omliggende heuvels. Missionary Ridge vormde het centrum van het Army of Tennessee. Lookout Mountain vormde de Zuidelijke linkerflank. Een frontale aanval op de stad zou te veel manschappen kosten volgens Bragg. Zijn leger had ook te weinig voorraden en pontonbruggen om de rivier over te steken. Bragg verwierp dus het plan om de Noordelijke aanvoerlijnen naar Nashville door te knippen. Het Zuidelijke leger was wel in staat om de spoorweg te blokkeren waardoor er veel minder goederen in de belegerde stad geraakten.
Tijdens de volgende weken was er opnieuw een conflict ontstaan tussen Bragg en zijn korpscommandanten. Er ontstond een persoonlijk conflict met Forrest, de bevelhebber van zijn cavaleriekorps, waardoor hij overgeplaatst werd naar Mississippi en WestTennessee. De cavalerie werd opgenomen in het korps van Wheeler. Ondertussen hadden Hill, Buckner, Longstreet en verschillende divisiecommandanten een petitie getekend om aan Davis het ontslag van Bragg te vragen. Davis verwierp deze vraag waarop Bragg aanpassingen doorvoerde in de bevelstructuur van het leger. Polk werd zijn bevel ontnomen en aangeklaagd voor insubordinatie en het niet tijdig uitvoeren van bevelen zoals de geplande aanval bij Chickamauga. Polk werd overgeplaatst naar Mississippi. Hardee kreeg het bevel over het First Corps. Hill werd eveneens aan de kant geschoven en vervangen door John C. Breckinridge. Het Third Corps en het Reserve Corps werden verdeeld over de ander twee korpsen. Buckner en Walker werden gedegradeerd naar een commando over een divisie in plaats van een korps.
Eind september en begin oktober werd het Noordelijke Army of the Cumberland versterkt met eenheden van het Army of the Tennessee onder leiding van generaal-majoor William Tecumseh Sherman en twee korpsen van het Army of the Potomac aangevoerd door generaal-majoor Joseph Hooker. Ondertussen was Ulysses S. Grant bevelhebber geworden aan het westelijke front en de nieuweMilitary Division of the Mississippi. Hij verving Rosecrans door George h. Thomas.
In de vroege uren  van 27 oktober veroverden Noordelijke eenheden Brown's Ferry waardoor de weg open lag naar Alabama. Tijdens de nacht van 28 op 29 oktober probeerden de Zuidelijken een tegenaanval uit te voeren, maar ze slaagden er niet in om Brown's Ferry te heroveren. Bragg stuurde op 5 november het korps van Longstreet naar Knoxville samen met het grootste deel van zijn cavalerie. Hoewel Bragg hiermee zijn leger sterk verminderde, hoopte hij dat Grant eveneens een deel van zijn leger naar Knoxville zou sturen om het Noordelijk garnizoen daar te gaan helpen.
De laatste Noordelijke aanval op het Army of the Tennessee bij Chattanooga begon op 24 november met de inname van Lookout Mountain waarbij Hooker de Zuidelijke linkerflank bedreigde. De volgende dag viel Sherman de Zuidelijke rechterflank bij Missionary Ridge aan, maar kon geen doorbraak forceren. Om Sherman te ondersteunen door Zuidelijke eenheden van hun rechterflank te lokken, voerde Grant een schijnaanval uit op het Zuidelijke centrum. Deze schijnaanval veranderde in een frontale aanval waarbij de Zuidelijke linies braken. Bragg trok zijn leger terug in Georgia waar hij de restanten hergroepeerde bij Dalton. Hij nam ontslag op 1 december. Hardee nam tijdelijke het bevel op zich. Hardee wou geen officiële aanstelling waarop Jefferson Joseph Johnston aangestelde tot bevelhebber van het leger in december 1863.

### 1864

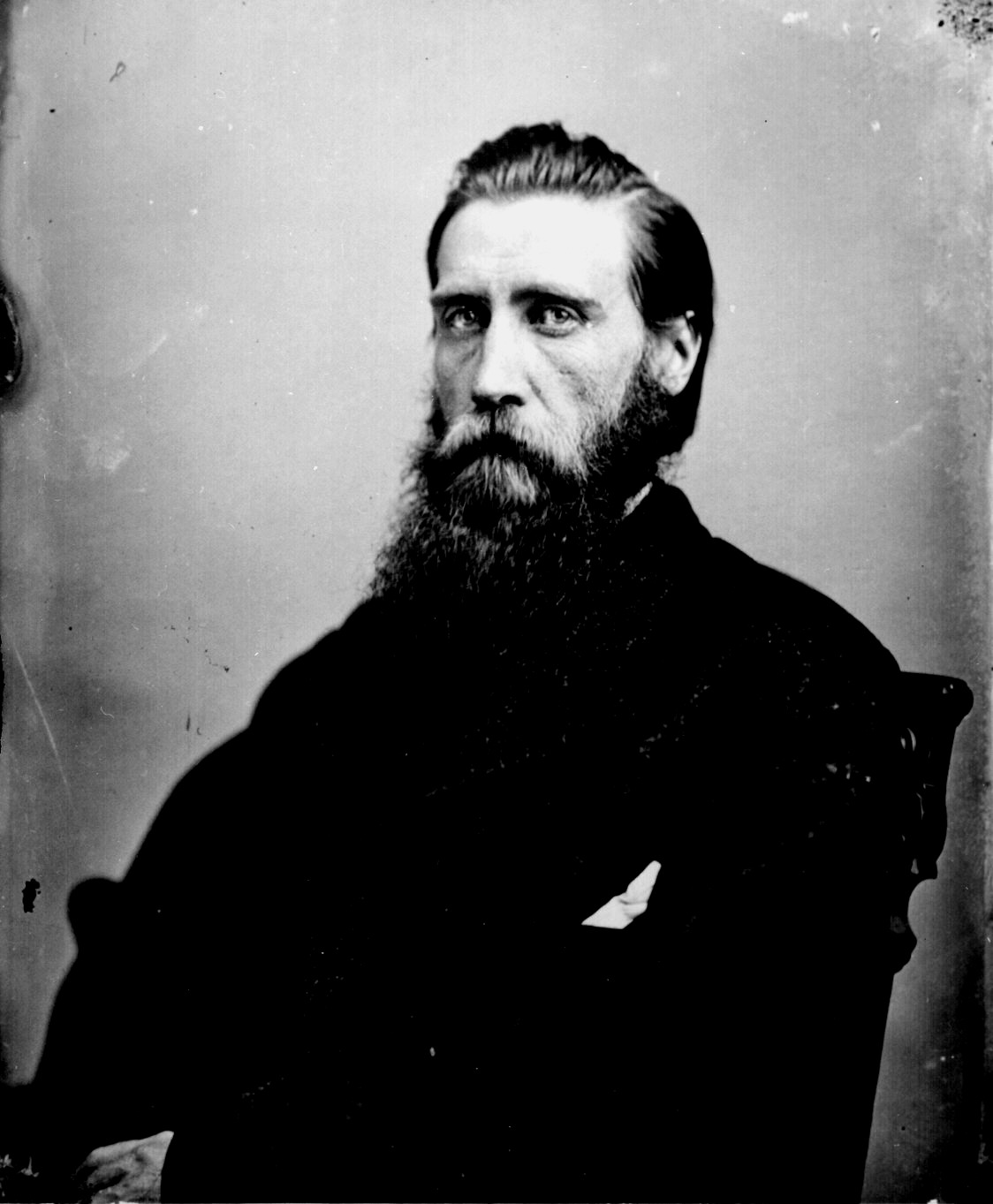
John Bell Hood

Tijdens de winter van 1863 op 1864 werden er verschillende veranderingen doorgevoerd. Hood kreeg het bevel over het Second Corps en Polk kwam terug met zijn Army of the Mississippi die hernoemd werd naar het Third Corps. In 1864 werd Johnston geconfronteerd tijdens de Atlantaveldtocht met de gecombineerde Noordelijke legers onder leiding van generaal-majoor Sherman. Hij had de opdracht om het Army of Tennessee te vernietigen en als tweede doel om Atlanta in te nemen. Johnston vond de overleving van zijn leger belangrijker dan grondgebied en probeerde een direct confrontatie met Sherman uit de weg te gaan.
In mei en juni nam Johnston verschillende defensieve stellingen in maar moest zich telkens terugtrekken toen Sherman hem flankeerde. Op 14 juni sneuvelde Polk bij Pine Mountain. Hij werd tijdelijke vervangen door W.W. Loring tot A.P. Stewart het bevel overnam. De voortdurende tactische terugtochten van Johnston wekte wrevel op bij president Jefferson Davis. Hij had al geen goede verstandhouding met Johnston en vreesde dat Atlanta zonder slag of stoot zou opgegeven worden. Toen Johnston zich opnieuw moest terugtrekken van de Chattahoochee naar Atlanta na de zoveelste Noordelijke flankeerbeweging werd hij op 9 juli vervangen door John Bell Hood. Stephen D. Lee werd overgeplaatst vanuit Mississippi om het bevel van het Second Corps op zich te nemen. Hood voerde verschillende onsuccesvolle aanvallen uit op Shermans leger bij Atlanta. Na de Slag bij Jonesboro op 1 september werd de laatste aanvoerlijn van Hood doorgesneden. De dag daarna trok Hood zich terug uit Atlanta.
Hood trok zich terug in zuidwestelijke richting naar Lovejoy's Station voor hij stopte bij Palmetto. Daar onmoette hij Davis en P.G.T. Beauregard die net benoemd was tot bevelhebber van de Military Division of the West. Hardee kreeg het bevel over het Departement of South Carolina, Georgia en Flordia en werd vervangen door Frank Cheatham. Davis keurde Hoods plan goed om de bevoorradingslijnen van Sherman ten noorden van Atlanta aan te vallen. Indien Sherman hem zou volgen, zou Hood hem naar een terrein kunnen lokken die hij zelf gekozen had om Sherman te confronteren.
Hood begon eind september met zijn aanval. Hij veroverde verschillende Noordelijke depots langs de spoorlijn en vernietigde ook meerdere kilometers aan spoorweg. Toen Sherman de achtervolging inzette trok Hood in westelijke richting naar Alabama. Eind oktober gaf Sherman de achtervolging op en begon aan zijn Mars naar de Zee. In plaats van Sherman te volgen trok Hood zich terug naar Tennessee. Wheelers cavaleriekorps werd gedetacheerd om Shermans opmars in Georgia en de Carolinas te bemoeilijken. De eenheden van Forrest werden opnieuw toegevoegd aan het Army of Tennessee. Het leger bereikte Tuscumbia in Alabama aan de Tennessee. Door een tekort aan voorraden en omdat ze ook de spoorweg naar de stad dienden te herstellen om de nodige voorraden te krijgen, konden ze pas op 20 november de rivier oversteken.
In Middle Tennessee werd Hood geconfronteerd met het Army of the Cumberland onder leiding van Thomas. Hood probeerde om een deel van het Noordelijke leger onder leiding van John M. Schofield klem te zetten bij Columbia maar slaagde daar niet in. Hij probeerde dan om voorbij Schofield te marcheren om als eerste in Nashville te geraken voor er Noordelijke versterkingen arriveerden. Schofield had wind gekregen van Hoods opmars en trok zich terug naar Nashville. Hood probeerde nog om de Noordelijken de pas af te snijden bij Spring Hill, maar dit mislukte ook. Uiteindelijk kon Hood Schofield inhalen bij Franklin waar de Zuidelijken onmiddellijk de aanval inzetten, hoewel Hood slechts van de drie korpsen bij zich had. Hood legde de adviezen van zijn ondergeschikten naast zich neer om de Noordelijke fortificaties te vermijden een geen frontale aanval uit te voeren. Tijdens de slag verloor Hood 7.000 soldaten of bijna een kwart van zijn strijdmacht waaronder zes generaals die sneuvelden of dodelijk gewond raakten. Zes andere generaals raakten gewond en één werd zelfs gevangen genomen. Toch rukt Hood verder op naar Middle Tennessee waar hij probeerde om Nashville in te nemen. Hij stelde zijn leger op langs een heuvelrug ten zuiden van de stad. De Zuidelijken groeven zich in over een lengte van 6 km.
Cheathams korps stond op rechts, Lee in het centrum en Stewarts korps op de linkerflank. Hood had slechtes 21.000 soldaten tot zijn beschikking en kon dus de stad niet volledig omsingelen. De Zuidelijke linkerflank was 6 km verwijderd van de Cumberland terwijl de rechterflank 1,5 km te kort kwam. Op 15 december vielen de eenheden van Thomas in de Slag bij Nashville. Hij voerde een schijnaanval uit op de Zuidelijke rechterflank, terwijl de hoofdaanval op de Zuidelijke linkerflank gericht was. Lee’s korps werd uit de loopgraven verjaagd waardoor Hood zich op een andere linie diende terug te trekken. Cheatham stond op links, Stewart in het midden en Lee op de rechterflank. De volgende dag viel Thomas opnieuw aan waarbij hij een schijnaanval uitvoerde op de Zuidelijke rechterflank en opnieuw de Zuidelijke linkerflank op de korrel nam. Cheatham en Stewarts linies werden gebroken en de soldaten sloegen op de vlucht. Lee’s korps vormde de achterhoede toen het Army of Tennessee zich volledig terugtrok. Hood trok zich volledig terug uit de staat en liet de cavalerie van Forrest de aftocht dekken. Initieel trok het leger zich terug naar Corinth Mississippi maar door de slechte staat van de spoorweg trok het leger zich verder terug naar Tupelo. Het moreel van het leger had een nooit gezien dieptepunt bereikt.

### 1865
Hood nam in januari ontslag en werd voor korte tijd vervangen door Richard Taylor. Eind januari en begin februari werd het leger naar de Carolinas overgebracht. Daar probeerden ze de opmars  van Sherman te stoppen. Het leger stond nu onder leiding van Stewart terwijl zijn korps aangevoerd werd door William L. Loring. Omdat Lee en Cheatham nog onderweg waren vanuit Mississippi werden hun korpsen respectievelijk door D.H. Hill en William B. Bate aangevoerd. De cavalerie onder Wheeler maakte tijdelijk deel uit van cavalerie van Wade Hampton III. Generaal Joseph E. Johnston kreeg het bevel over alle Zuidelijke eenheden in de regio en noemde zijn leger het Army to the South.
Ondertussen telde het Army of Tennessee slechts 4.500 soldaten. Ze hadden een tekort aan voorraden, wapens, munitie, artillerie en werden geplaagd door desertie. In enkele weken tijd slaagde Johnston er toch in om het leger opnieuw gevechtsklaar te maken om het op te nemen tegen Sherman.
Delen van het Army of Tennessee vochten verschillende kleinere confrontaties uit tijdens de Carolina's-veldtocht zoals de Slag bij Wyse Fork. Het volledige leger nam deel aan de Slag bij Bentonville tussen 19 en 21 maart toen Johnston een vleugel van Shermans leger aanviel. Hij probeerde deze vleugel te vernietigen voor de andere Noordelijke vleugel arriveerde. Volgens het plan van Johnston stelden Stewart zich rechts op met Hill in het centrum en Loring op de linkerflank.
Kort na 15.00u opende Johnston de aanval. Stewart kon de linkervleugel van het Noordelijke XIV Corps verdrijven. Ze namen drie kanonnen en verschillende honderden Noordelijke soldaten gevangen. Door de aanval en het succes was Stewart het momentum kwijt. Hij diende zijn aanvalsmacht te hergroeperen voor ze verder konden aanvallen. Een deel werd naar de Zuidelijke linkerflank gestuurd terwijl de rest het Noordelijke XX Corps aanviel met eenheden onder leiding van William J. Hardee. De Noordelijken hielden echter stand. Tijdens de nacht arriveerde de andere vleugel van de Noordelijken. Johnston was genoodzaakt om zich terug te trekken naar zijn uitgangspositie.
Tijdens de nacht  van 21 maar trok Johnston zicht volledig terug via Morrisville naar Smithfield North Carolina. Tijdens de drie weken dat het leger daar kampeerde, reorganiseerde Johnston de verschillende eenheden in één leger, het Army of Tennessee. De infanterie werd opnieuw ingedeeld in drie korpsen die onder leiding stonden van Hardee, Stewart en Lee. Hampton kreeg het bevel over de cavalerie terwijl Wheeler zijn oude divisies onder hem had. De artillerie werd gereorganiseerd van zestien naar zeven batterijen met telkens vier kanonnen. Het leger telde ongeveer 30.400 soldaten.
Toen Sherman opnieuw de aanval inzette op 10 april trok Johnston zich terug naar Raleigh. Op 12 april diende hij ook deze stad te verlaten. De Zuidelijken trokken zich verder terug via de North Carolina Railroad naar Hillsborough. Johnston maakte plannen om te capituleren maar dacht dat de Confederatie betere voorwaarden zou krijgen indien hij vanuit een sterkere positie zou kunnen onderhandelen. Johnston en Sherman onderhandelden over de voorwaarden op 17 en 18 april in Bennet Place bij Durham Station North Carolina.
Sherman accepteerde niet alleen de overgave van het Army of Tennesse maar beloofde ook om de Zuidelijk regering officieel te erkennen. Deze voorwaarden werden categoriek geweigerd door de Noordelijk regering. Johnston en Sherman moesten tot een nieuw vergelijk zien te komen die nu gebaseerd was op de voorwaarden die Grant en Lee overeenkwamen bij Appomattox Court House. Naast het Army of Tennessee dienden alle Zuidelijke eenheden in Florida, Georgia, South en North Carolina zich onvoorwaardelijke over te geven. In het totaal ging het om een 90.000 soldaten.

## Organisatie van de korpsen
- First Corps
- Second Corps
- Third Corps
- Forrest's Cavalry Corps — Nathan Bedford Forrest

## Belangrijkste veldslagen en veldtochten waaraan het leger deelnam

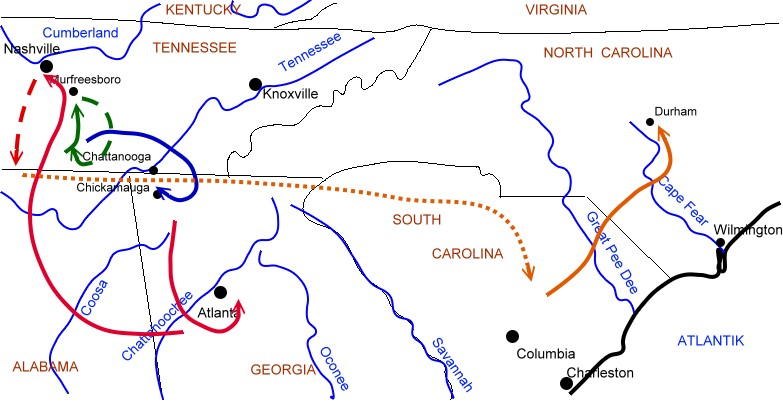
Bewegingen van het Army of Tennessee tussen 1862 en 1865

- Kentuckyveldtocht
- Slag bij Stones River
- Chickamaugaveldtocht
- Slag bij Chickamauga
- Chattanoogaveldtocht
- Atlantaveldtocht
- Franklin-Nashvilleveldtocht
- Carolina's-veldtocht